# Roger Bouyssou
Roger Bouyssou est un écrivain français.

## Œuvres
- Le Quinquina dans la littérature - 1927
- La singulière route de J.-K. Huysmans - 1978

- Prix Montyon de l’Académie française